# 石猴車站

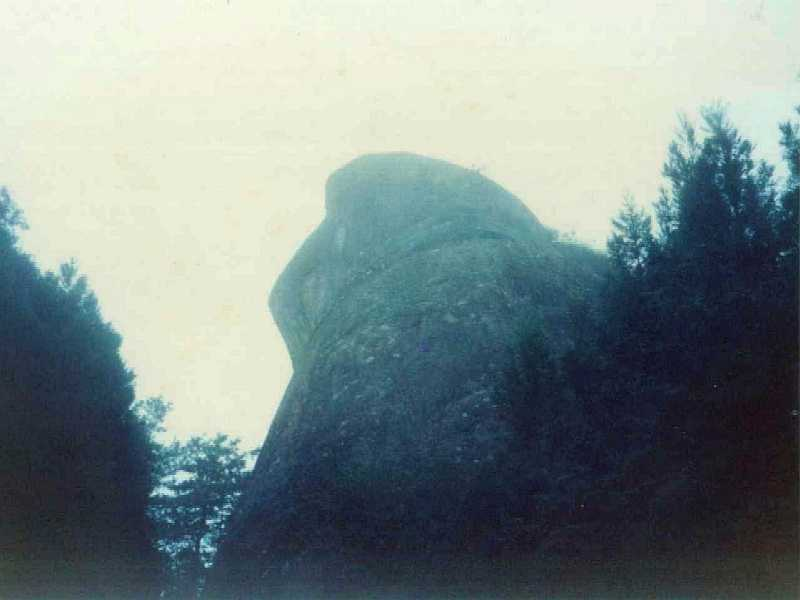
眠月石猴，又稱為「達摩岩」，攝於1988年。現岩石上半部已崩落。

石猴車站為一座位於臺灣嘉義縣阿里山鄉的鐵路車站，屬於林業保育署阿里山林業鐵路眠月線，自921大地震損壞後荒廢至今。

## 利用狀況
本站為眠月線的總站；眠月線自921大地震損毀停駛。

## 車站週邊
- 眠月石猴（達摩岩）
- 眠月神木
- 溪阿縱走登山口
- 石猴遊憩區

## 歷史
1915年，設站。